# Paramoera lokowai
Paramoera lokowai är en kräftdjursart som beskrevs av J. L. Barnard 1977. Paramoera lokowai ingår i släktet Paramoera och familjen Eusiridae. Inga underarter finns listade i Catalogue of Life.